# Softball ai I Giochi panamericani giovanili
Le competizioni di softball ai I Giochi panamericani giovanili si sono svolte dal 27 novembre al 2 dicembre a Barranquilla, in Colombia

## Podi
| Evento           | Oro         | Argento | Bronzo     |
| Torneo femminile | Stati Uniti | Messico | Porto Rico |